# Chó sục cảnh Manchester
Chó sục cảnh Manchester là một giống chó được phân loại vào nhóm chó sục. Loài này được nuôi trên một quy mô lớn ở Bắc Mỹ, có nguồn gốc từ chó sục Manchester, được công nhận bởi Cậu lạc bộ Chăm sóc Chó Hoa Kỳ và Câu lạc bộ Chăm sóc Chó Canada. Riêng Fédération Cynologique Internationale và Câu lạc bộ Chăm sóc Chó quyết định từ bỏ việc công nhận giống chó này.

## Lịch sử
Chó sục Manchester là giống chó tổ tiên của Chó sục cảnh Manchester, được phát triển vào thế kỷ 19 từ việc phối giống giữ một con Chó sục Đen và Vàng-nâu giống cũ với Chó Whippet, cùng với các giống chó khác chủ yếu sử dụng để bắt chuột. Ở Anh, một giống chó khác được phát triển vào thế kỷ 19 ở Manchester là chó sục cảnh, được phân ra từ chó sục Manchester. Chó sục cảnh Anh là một giống vật nuôi phổ biển thời Victoria và chó mới sinh rất nhỏ, với trọng lượng nhỏ nhất là 1 kg (2,2 lbs.).
Giống chó sục cảnh Manchester được phát triển bằng cách nhân giống chó sục Manchester, tuy nhiên lại được can thiệp làm giảm kích thước của chúng. Ở Hoa Kỳ vào những năm 1920, giống này được gọi là Chó sục cảnh Đen và Vàng-nâu. Tên của giống chó này đã được đổi thành Chó sục cảnh Manchester và Câu lạc bộ chó sục cảnh Manchester Hoa Kỳ được thành lập vào những năm 1930. Chó sục cảnh Manchester Hoa Kỳ được công nhận bởi Câu lạc bộ Chăm sóc Chó Hoa Kỳ vào năm 1938, nhưng vào những năm 1950, giống chó này đã bị loại và câu lạc bộ về giống không còn tồn tại nữa. Do số lượng cá thể của giống chó này suy giảm, giống chó sục cảnh Manchester được định nghĩa lại là một bộ phận có kích thước dị biệt của giống chó sục Manchester vào năm 1958 bởi Câu kạc bộ Chăm sóc Chó Hoa Kỳ và tên của câu lạc bộ (bao gồm cả hai giống) đã được thay đổi thành Câu lạc bộ Chăm sóc Chó sục Manchester Hoa Kỳ vào năm 1958.